# フレッシュ・デメロード
フレッシュ・デメロード（Flèche d'Émeraude）は、フランスのサン・マロを発着点とする、自転車競技、ロードレースにおける、ワンデイレースの名称。UCIヨーロッパツアー1.1カテゴリ。

## 歴代優勝者
| 年   | 優勝者                 |          |
| ---- | ---------------------- | -------- |
| 2011 | トニ・ガロパン         |          |
| 2012 | ロベルト・フェッラーリ |          |
| 2013 | 開催なし               | 開催なし |